# Montravers

Montravers este o comună în departamentul Deux-Sèvres, Franța. În 2009 avea o populație de 378 de locuitori.